# Premi Ciutat de Barcelona de traducció en llengua catalana
El Premi Ciutat de Barcelona de traducció en llengua catalana és un guardó atorgat a una traducció al català d'una obra de creació literària escrita originàriament en qualsevol llengua i publicada per una editorial de Barcelona o de la seva regió metropolitana durant l'any en què que s'atorga. L'import del premi correspon a l'autor de la traducció premiada. El premi el lliura l'Ajuntament de Barcelona i el guardonat és escollit per un jurat integrat per un màxim de sis persones: un president o presidenta, fins a un màxim de quatre vocals i un/a representant de l'Institut de Cultura de Barcelona que té veu però no vot. Forma part del Premi Ciutat de Barcelona que recull guardons anuals a diferents disciplines, i aquesta categoria fou instaurada l'any 1995.

## Guardonats
- 2023 - Marta Pera Cucurell. Orlando, de Virginia Woolf.[4]
- 2022 - Josefina Caball i Guerrero. El color porpra, d'Alice Walker.[5]
- 2021 - Miquel Cabal Guarro. Crim i càstig de Fiódor Dostoievski.[6]
- 2020 no convocat[7]
- 2019 - Arnau Barios. Eugeni Oneguin, d'Aleksandr Puixkin.[8]
- 2018 - Anna Soler Horta. Austerlitz, de W. G. Sebald.[9]
- 2017 - Dolors Udina. Els dimonis de Loudun, d'Aldous Huxley.[10]
- 2016 - Miquel Desclot. Cançoner, de Francesco Petrarca.[11]
- 2015 - Ramon Monton i Lara. Els quaranta dies del Musa Dagh, de Franz Werfel.[12]
- 2014 - Jordi Vintró. Noves impressions d'Àfrica, de Raymond Roussel.[13]
- 2013 - Jordi Martín Lloret. L'escuma dels dies, de Boris Vian.[14]
- 2012 - Miquel Casacuberta. Els papers pòstums del Club Pickwick, de Charles Dickens.[15]
- 2011 - Núria Mirabet i Cucala. De la meva vida. Poesia i vertitat, de Johann Wolfgang Goethe.[16]
- 2010 - Joan Fontcuberta i Gel. La impaciència del cor, de Stefan Zweig.[17]
- 2009 - Josep Rius-Camps i Jenny Read Heimerdinger. Demostració a Teòfil: Evangeli i Fets dels Apòstols segons el Còdex Beza, de Lluc.[18]
- 2008 - Vicent Alonso. Assaigs, de Michel de Montaigne.[19]
- 2007 - Jordi Llovet. Les flors del mal, de Charles Baudelaire.[20]
- 2006 - Joan Sellent i Arús. Panorama des del pont, d'Arthur Miller.[21]
- 2005 - Albert Nolla. Tòquio Blues, d'Haruki Murakami.[22]
- 2004 - Narcís Comadira. Cants, de Giacomo Leopardi.[23]
- 2003 - Xavier Pàmies. Relat personal d'un pelegrinatge a Medina i la Meca, de Richard Francis Burton.[24]
- 2002 - Salvador Oliva i Llinàs. Sonets, de William Shakespeare.[25]
- 2001 - Mikel de Epalza. Alcorà.[26]
- 2000 - Francesc Parcerisas. Un esborrany de XXX Cantos, d'Ezra Pound[27]
- 1999 - Anna Rubió i Jerzy Slawomirski. Dietari (1953-1956), de Witold Gombrowicz[28]
- 1998 - Annie Bats i Ramon Lladó. La vida, manual d'ús, de Georges Perec. Menció especial: Xavier Benguerel, Les flors del mal de Baudelaire.[29]
- 1997 - Manuel Balasch. Ilíada d'Homer.[30]
- 1996 - Margarida Castells, Dolors Cinca i Jaume Creus. Les mil i una nits.[31][32]
- 1995 - Monika Zgustová. Les aventures del bon soldat Švejk de Jaroslav Hašek.[32]